# Щелкунов, Михаил Ильич
Михаи́л Ильи́ч Щелкуно́в (1884—1938) — русский советский журналист, книговед, полиграфист, историк книгопечатания.

## Биография
Родился в семье заведующего типографией Бакинского губернского правления. Учился в церковно-приходской школе. Сдав экстерном экзамены сначала за 7 классов реального училища в Баку, а затем за 8-й класс гимназии, поступил в Петербургский университет. Учился на филологическом факультете, через год перешёл на естественно-историческое отделение физико-математического факультета.
В связи с революционными событиями 1905 года вернулся домой, где начал сотрудничество с газетой «Баку» социал-демократического направления (работал корректором, затем писал статьи и стихи). Принимал участие в публикации «Известий Бакинского Совета Рабочих Депутатов». В 1906 году стал библиотекарем Союза конторских и промысловых служащих, явлвшегося центром бакинских социал-демократов, и одновременно избран председателем Бакинского объединения студенчества. В 1907 году поступил на юридический факультет Киевского университета, выбран старостой курса, но в ноябре после студенческих волнений был отчислен и арестован вместе с другими старостами; вновь принят в университет в 1908 году. Вновь был исключён в 1910 году и стал сотрудником киевских газет «Южная копейка» (секретарь редакции) и «Киевская почта» (заведующий иностранным отделом, фельетонист). Затем, являясь ответственным редактором последней, неоднократно привлекался к суду: по приговору судебной палаты отбыл 1 месяц в одиночном заключении в Лукьяновской тюрьме по статье 129 (за возбуждение рабочих) Уголовного уложения. Затем, сотрудничая с издательством Л. М. Фиш, участвовал в составлении справочника «Весь Юго-Западный край».
В 1913 году, не имея свидетельства о благонадежности для проживания в Киеве, вынужден переехать в Москву, где принял предложение издательства С. М. Проппера стать коммерческим доверенным. Вернувшись в Киев через год, поступил на юридический факультет   и в 1917 году окончил его с золотой медалью. После Февральской революции переезжает в Москву, где был избран председателем Совета студенческих депутатов высших учебных заведений и членом Комитета общественных организаций от московского студенчества. Работал сотрудником и выпускающим газеты «Известия Московского Совета Рабочих Депутатов». Вступил в партию народных социалистов. Был секретарем юридических комиссий Московской городской думы.
В 1919 году становится заведующим технической частью Госиздата. В 1920 году после прекращения деятельности Книжной палаты в Петрограде участвовал в создании Российской книжной палаты, а с августа того года становится товарищем (заместителем) первого директора Российской книжной палаты Б. С. Боднарского.
В 1922—1924 годах входит в состав Комиссии по изучению искусства книги при Госиздате, в эти же годы читает курс истории и техники книгопечатания в Государственном институте журналистики. Стал одним создателей Музея книги, который открылся 18 марта 1923 года как «большая постоянная выставка книжного искусства» при Государственном Румянцевском музее.
Лекции Щелкунова легли в основу его книги «Искусство книгопечатания в его историческом развитии» (1923), удостоенной премии Центральной комиссии по улучшению быта учёных. В 1926 году вышло переработанное и дополненное издание под названием «История, техника, искусство книгопечатания».
Заведовал типографией Государственного института журналистики (отстранён от руководства в 1929 году ректором Д. А. Розановым), а в 1931 году уволен из института за троцкистские взгляды. Затем и до конца жизни работал старшим научным сотрудником Научно-исследовательского института полиграфии. Пишет статьи о необходимости внедрения метрической системы в полиграфию. В 1936 году под его руководством созданы первые советские газетные шрифты для строкоотливного набора — «Эксцельсиор» и «Мемфис».
Умер 19 января 1938 года в Москве.